# Geraldine Viswanathan

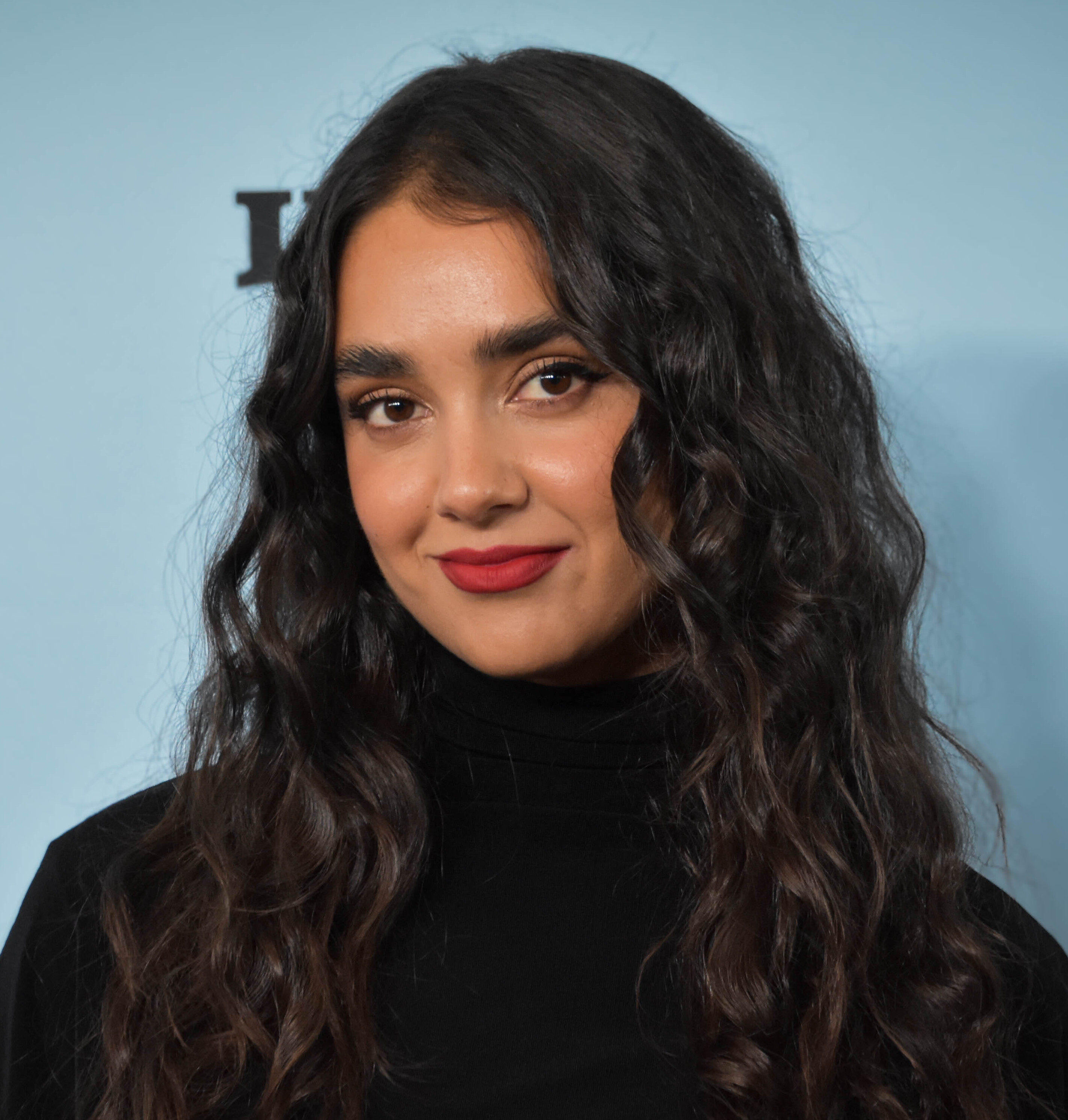
Geraldine Viswanathan (2025)

Geraldine Indira Viswanathan (* 20. Juni 1995 in Newcastle, Australien) ist eine australische Schauspielerin.

## Karriere
2018 wurde Viswanathan in der Rolle der Kayla in der Komödie Der Sex Pakt bekannt. Im selben Jahr folgte eine Hauptrolle in der Komödie The Package, ein Jahr später die Titelrolle in dem Drama Hala, in der sie einen zwischen westlicher Kultur und muslimischen Traditionen stehenden Teenager verkörpert.
Von 2019 bis 2023 war sie an der Seite von Daniel Radcliffe in der Fantasy-Comedy-Fernsehserie Miracle Workers zu sehen.

## Filmografie
- 2015: Moose (Kurzfilm)
- 2015: Big Bad World (Kurzfilm)
- 2016: Spice Sisters (Kurzfilm)
- 2016: Emo the Musical
- 2016: All Out Dysfunktion!
- 2017: Dirt Tin (Kurzfilm)
- 2017: Janet King (Fernsehserie, 8 Folgen)
- 2017: The Y2K Bug (Fernsehserie, Folge 1x02)
- 2018: Der Sex Pakt (Blockers)
- 2018: The Package
- 2018: Nippers of Dead Bird Bay (Fernsehserie, Folge 1x02)
- 2019: Hala
- 2019: Bad Education
- 2019–2020: BoJack Horseman (Fernsehserie, 3 Folgen, Stimme)
- 2019–2023: Miracle Workers (Fernsehserie, 37 Folgen)
- 2020: The Broken Hearts Gallery
- 2021: Rumble – Winnie rockt die Monster-Liga (Rumble, Stimme)
- 2023: Cat Person
- 2023: The Beanie Bubble
- 2024: Drive-Away Dolls
- 2025: Oh, Hi!
- 2025: Ihr seid herzlich eingeladen (You’re Cordially Invited)
- 2025: Thunderbolts*
- 2025: Poker Face (Fernsehserie, Folge 2x07)